# Anarchisme sans adjectif

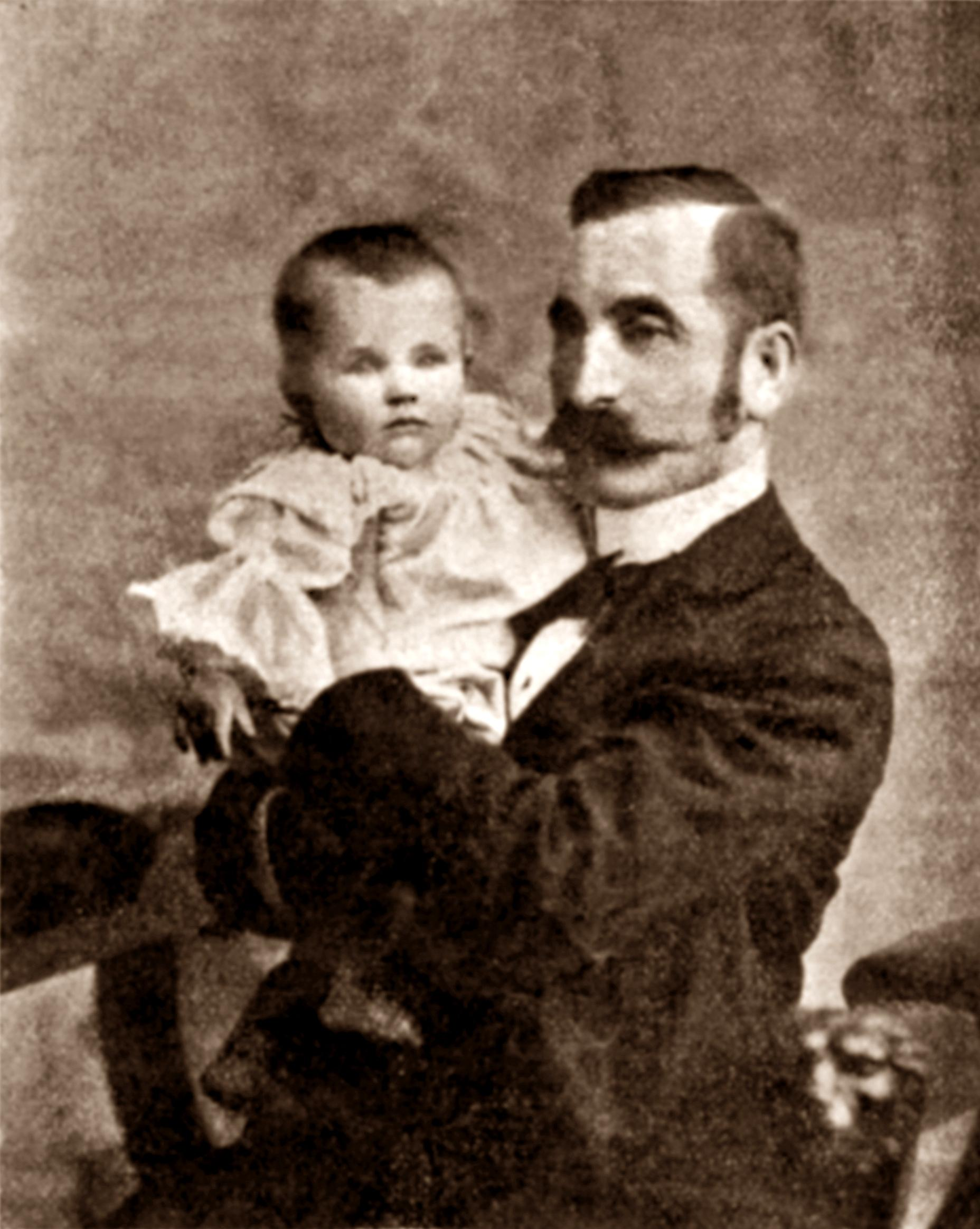
Fernando Tarrida del Mármol.

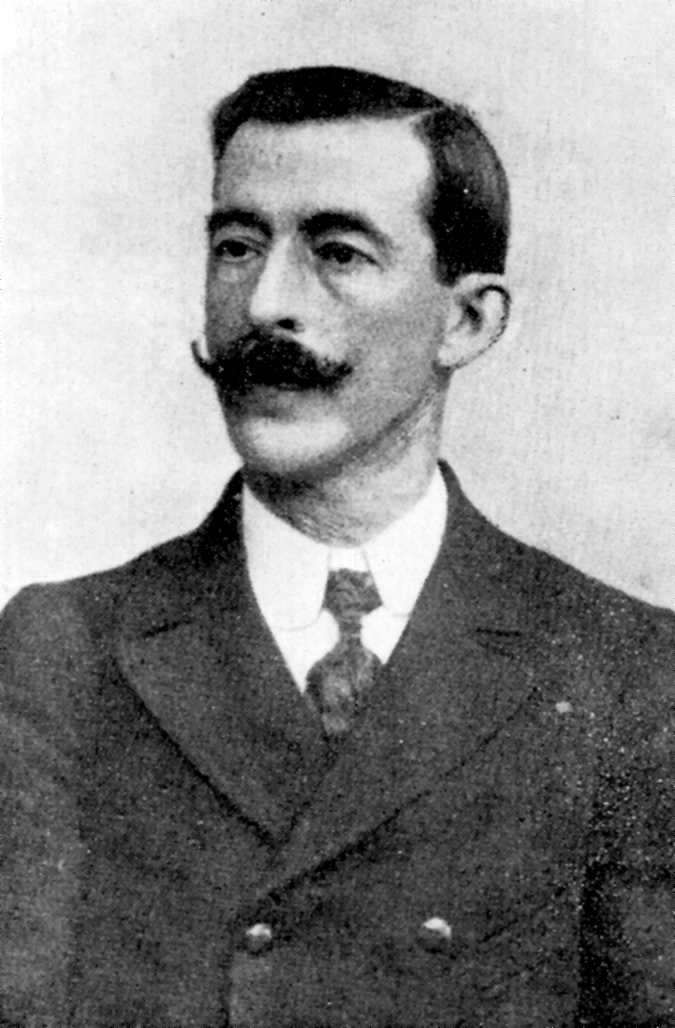
Ricardo Mella.

L'« anarchisme sans adjectif » ou « anarchisme sans qualificatif », ou « anarchisme sans étiquette » est une conception de l'anarchisme « sans trait d'union » avec un courant particulier du mouvement libertaire tels que les tendances individualiste, anarcho-syndicaliste, mutualiste, socialiste ou communiste.
Historiquement, les partisans de l'« anarchisme sans adjectif » sont anti-capitalistes, le terme ayant été élaboré à l'origine en Espagne par Fernando Tarrida del Mármol (« anarquismo sin adjetivos ») pour favoriser le dialogue entre les anarchistes collectivistes et les communistes libertaires.
L'anarchisme sans adjectif est souvent confondu avec la synthèse anarchiste. Mais la différence réside dans l'interprétation de l'existence des différents courants libertaires ; là où les synthésistes affirment que les différents mouvements anarchistes se complètent — affirmant qu'il n'y a donc pas de différence entre eux — et rejettent certains mouvements tels que le mutuellisme, les anarchistes sans adjectif affirment au contraire qu'il existe des différences entre les différents mouvements, qui ne se complètent pas, mais coexistent. Au contraire des synthésistes, les anarchistes sans adjectif acceptent les idéologies mutuellistes ou encore nihilistes.
Selon l'historien Michel Antony, l'« anarchisme sans adjectif » a « l’énorme cohérence de mettre la théorie en accord avec ce qu’elle signifie, le refus de tout « théologisme », de tout dogme, et la liberté absolue d’interprétation ».

## Origines
Les origines de l'expression sont à rechercher dans les racines du mouvement libertaire espagnol au cours des années 1880.
Ces créateurs en sont Fernando Tarrida del Mármol d'origine cubaine (qui l'utilisa en 1889 à Barcelone) et Ricardo Mella (« La anarquía no admite adjetivos », La Solidaridad, Séville, 1889), qui refusent de prendre parti dans les polémiques entre mutualistes, individualistes et collectivistes.
Dans le journal animé par Jean Grave à Paris, La Révolte, de septembre 1890, le texte Questions de principe de Tarrida del Mármol précise : « Nous sommes anarchistes ; nous prêchons l’Anarchie sans adjectif. L’anarchie c’est un axiome ; la question économique c’est une chose secondaire ».
L'utilisation du concept est une tentative de démontrer une plus grande tolérance entre les différentes tendances et éviter tout dogmatisme qui imposerait une vision économique prédéterminée, même théorique, pour le projet de société libertaire.
Pour les « anarchistes sans adjectif » tous les modèles économiques propres à chaque tendance sont théoriques, relatifs et hypothétiques. À ces modèles préétablis, ils opposent l'urgence de l'abolition du capitalisme et de l'État, et la libre expérimentation en vue d'établir une société libre.
En 1890 toujours, Federico Urales précise : « Je suis un anarchiste tout court (« soy anárquico a secos ») parce que je crois que l’anarchie se suffit à elle-même pour permettre le libre développement des facultés de l’homme, et leurs libres manifestation et exercice ; mais je suis collectiviste plus que communiste fanatique, et je suis communiste plus que collectiviste ombrageux ».

## Histoire
La perspective théorique du concept découle des débats intenses dans le mouvement anarchiste lui-même.
Après la mort de Bakounine en 1876, l'anarchisme collectiviste évolue, notamment sous l'influence de Pierre Kropotkine vers un projet de communisme libertaire qui rallie de plus en plus de soutiens tels Élisée Reclus, Carlo Cafiero ou Errico Malatesta.
La plupart des communistes libertaires ne voient pas de perspectives dans le syndicalisme et à la lutte immédiate des travailleurs. Ils affirment que seule une révolution radicale et immédiate est susceptible de provoquer un changement de société.
Le courant communiste libertaire est, à cette époque, le plus important en Europe, à l'exception de la France où l'individualisme demeure prépondérant et de l'Espagne où les collectivistes restent fortement attachés à la démarche syndicaliste, à l'organisation de la classe ouvrière.
Ce débat concerne bientôt l'ensemble du mouvement international : faut-il construire le projet d'une société libertaire sur de pures hypothèses ou, au contraire, laisser l'avenir et les acteurs libres de déterminer la forme concrète que celle-ci prendra ?

### Les États-Unis

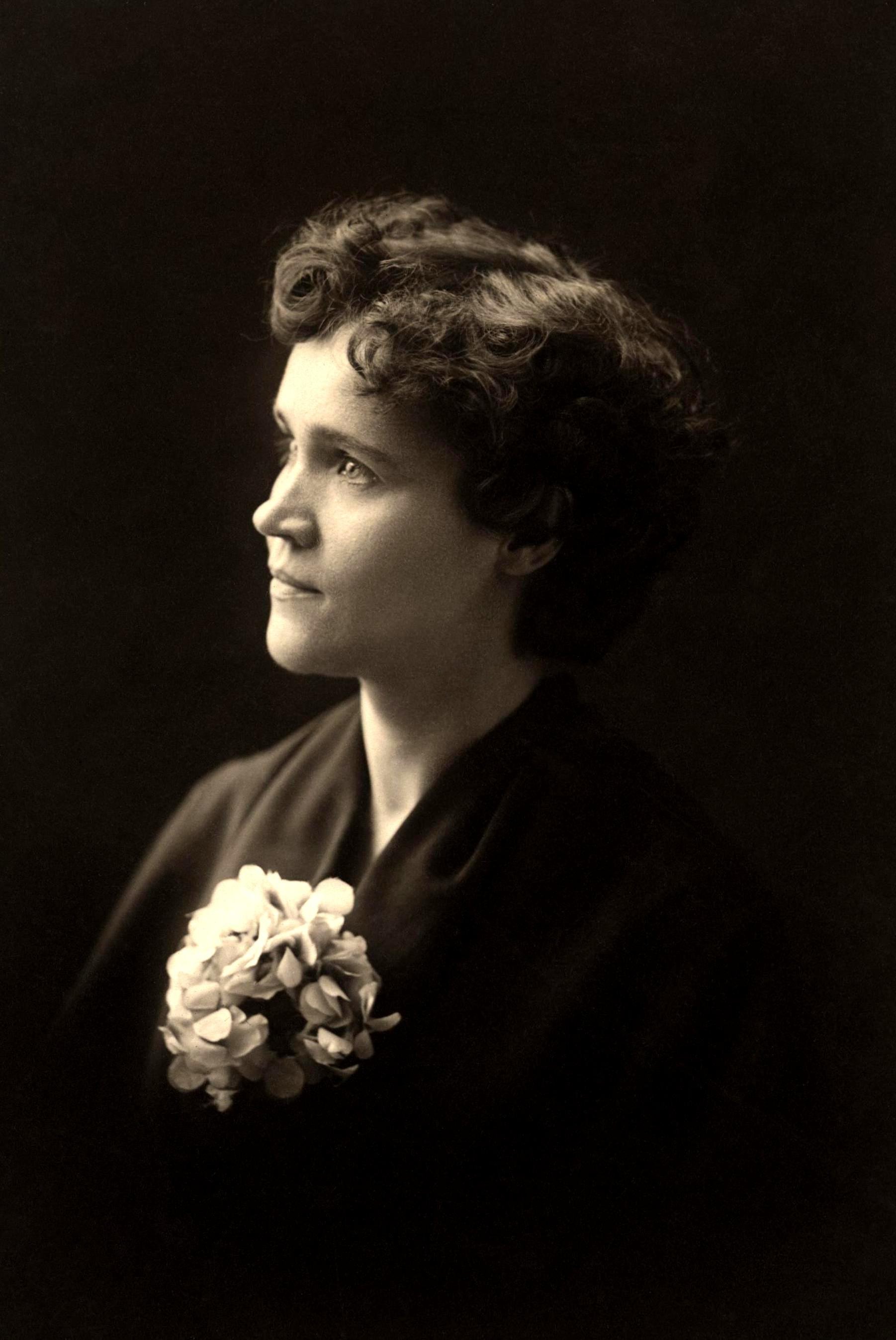
Voltairine de Cleyre.

Aux États-Unis, le débat est vif entre anarchistes individualistes et anarchistes sociaux qui divergent surtout à propos des questions économiques et des stratégies de changement social.
Benjamin Tucker et Johann Most affirment que les communistes libertaires ne sont pas des anarchistes tout en demandant plus de tolérance entre les différents courants.
Dans ce contexte, Voltairine de Cleyre et Dyer D. Lum se réclament d'un anarchisme « sans étiquette » plaidant que dans une société sans gouvernement différentes expériences seraient tentées selon les situations et les circonstances.
Selon Voltairine de Cleyre, ces deux courants ont apporté une contribution positive et riche d'enseignements. Les anarchistes doivent donc s'unir autour de leurs conceptions anti-autoritaires communes et laisser le champ libre à l'expérimentation en ce qui concerne les théories économiques et les méthodes d'agitation et d'organisation.
Elle cherche à concilier les différentes sensibilités en avançant qu'il n'y a rien qui oblige des individus libres à rester dans une communauté régie par des règles économiques auxquels ils n'adhèrent pas. Elle affirme que chaque individu ou collectif agissant socialement dans la liberté peut choisir n'importe lequel des systèmes proposés.
Dans L'anarchisme, l'un des essais les plus connus, elle défend l'idée d'une plus grande tolérance dans le mouvement anarchiste, étendant cette tolérance jusqu'à l'anarchiste chrétien Léon Tolstoi et d'autres penseurs très critiqués par les athées du mouvement.
Elle ne préconise rien au-delà de la conception de base de l’anarchisme comme idéologie opposée à l'État et anticapitaliste. Dans The Making of an Anarchist (Biographie d’une anarchiste), elle écrit : « Je ne me m’appelle plus autrement que simple anarchiste ».

### En France

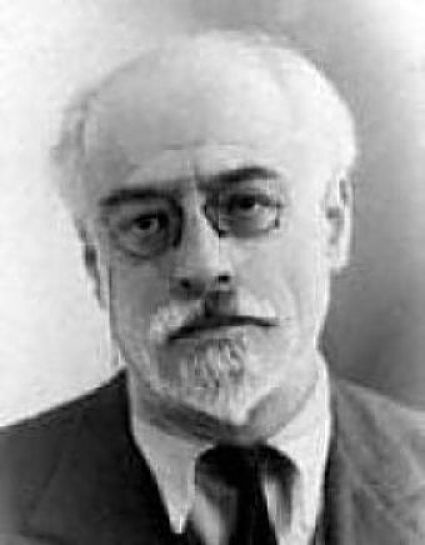
Voline, théoricien de la synthèse anarchiste.

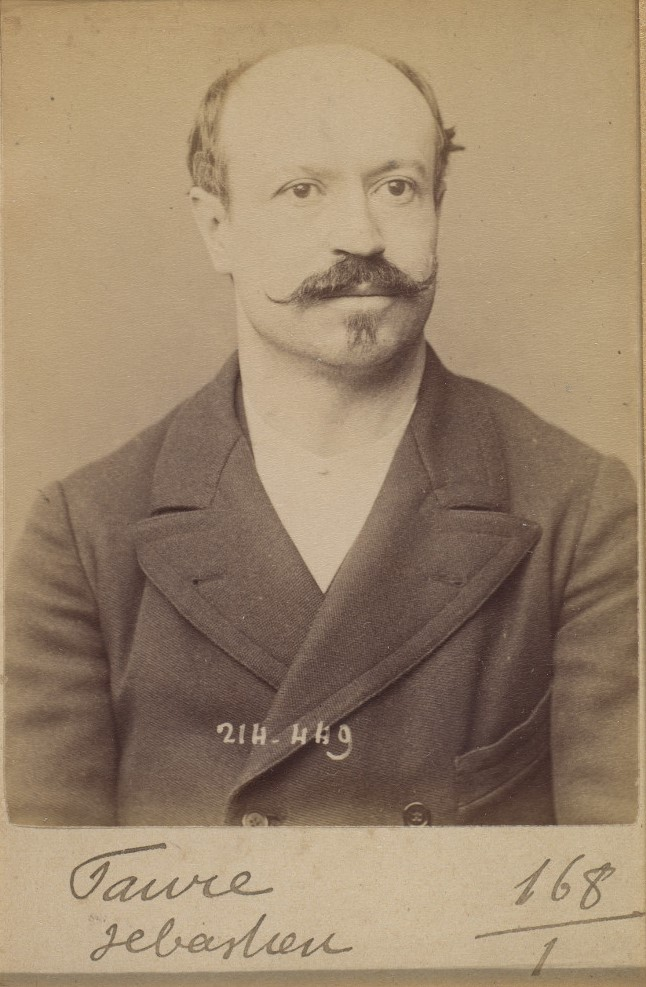
Sébastien Faure.

En juin 1926, à l'initiative de Piotr Archinov, de Nestor Makhno et de Ida Mett, le « Groupe des anarchistes russes à l’étranger » de Paris publie en russe la « Plate-forme organisationnelle de l’union générale des anarchistes (projet) ».
La Plate-forme est composée de trois parties : une partie générale, sur le capitalisme et la stratégie pour le renverser ; une partie constructive, sur le projet communiste libertaire et une partie organisationnelle, sur le mouvement anarchiste lui-même. Cette dernière partie propose quatre « principes fondamentaux » pour une organisation anarchiste : l’unité théorique, l’unité tactique, la responsabilité collective et le fédéralisme.
En avril 1927, Voline et sept de ses amis (dont Mollie Steimer et Sénia Fléchine) publient un pamphlet « Réponse à la Plate-forme ». Le ton en est polémique, les auteurs accusent les plate-formistes d'avant-gardisme et de vouloir « bolcheviser » l’anarchisme. Chaque point de la Plate-forme y est décortiqué et réfuté. Le caractère de classe de l’anarchisme est nié, l’anarchisme étant également une conception « humanitaire et individuelle ». La partie constructive est comparée au « programme de transition » léniniste. Les principes organisationnels sont assimilés à de la discipline de caserne.
Le débat qui ne touche initialement que les militants russes, prend une envergure internationale. Errico Malatesta, Luigi Fabbri, Camillo Berneri, Max Nettlau, Alexandre Berkman, Emma Goldman et Grigori Maksimov prennent position contre la Plate-forme.
En 1928, Sébastien Faure et Voline élaborent la synthèse anarchiste qui vise à surmonter les divisions internes, tant théoriques qu’organisationnelles, du mouvement anarchiste. Voline propose une synthèse des différents courants du mouvement : communiste libertaire, anarcho-syndicaliste et individualiste. D'après Voline, ces courants sont apparentés et proches les uns des autres, ils n’existent qu'à cause d’un malentendu artificiel. Il faut donc faire une synthèse théorique et philosophique des doctrines sur lesquelles ils reposent, après quoi on pourra en faire la fusion et envisager la structure et les formes précises d’une organisation représentant ces trois tendances.
La controverse entre synthétistes et plateformistes se poursuit jusqu’en 1931 : à l’accusation de « bolchevisme » des uns, répond celle de « dilettantisme » des autres. Les termes du débat n'ont guère évolués depuis.

## Usages contemporains

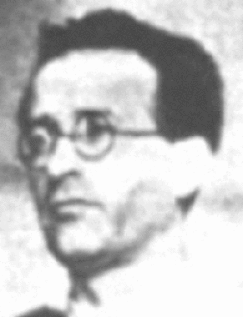
Diego Abad de Santillán

Dans les années 1940, l'espagnol Horacio Martínez Prieto propose diverses formules comme « anarchisme relatif » ou « possibilisme libertaire » qui semblent aller dans le même sens du refus des dogmes. Dans les années 1960, Diego Abad de Santillán relance la formule en refusant d’enfermer l’utopie et l’anarchisme « dans un système définitif et parfait ».
Aujourd'hui, le terme est utilisé par des individus ou des mouvements se réclamant de différentes influences idéologiques comme le communisme libertaire, l'anarcho-syndicalisme, le mutualisme, le municipalisme libertaire ou l'écologie libertaire.
Dans son Histoire de l’Anarchie, l’autrichien Max Nettlau (1865-1944) admet toutes les conceptions et projets économiques anarchistes. Il se range pour « un socialisme libertaire international comprenant toutes les nuances que lui confèreront les diverses tendances locales ».
Pour l'historien Gaetano Manfredonia, parlant de Errico Malatesta, il s'agit d' « un anarchisme fondé sur la cohérence des moyens et des fins ; un anarchisme sans adjectif, large, pluraliste, anti-dogmatique, qui s'appuie sur l'analyse des faits, mais qui ne fait aucune concession sur les principes ».
Dans le Canada des années 2000, marqué par les luttes anti-globalisation, la notion d'« anarchisme sans étiquette » est avancée par le politologue Richard J. F. Day (en) (1964-) : « Il suffit d’un drapeau noir, sans rien dessus » pour se reconnaître. Il analyse un ensemble composite, antidogmatique et flou au niveau de l’idéologie mais pas de l’action. L’accent, libertaire, est mis sur l'opposition à toute hégémonie, à toute hiérarchie ou pouvoir institué.

## Citation
- « L’anarchisme n’est pas une recette politique pour la félicité universelle, ni un programme économique parfait, ni une panacée… On a objecté que ce manque de programme et de précision est la faiblesse de l’anarchisme, alors que c’est sa force permanente, sa vitalité, sa pierre angulaire ; sa proposition, c’est de défendre la liberté et la dignité de l’homme, et cela dans toutes les circonstances et dans tous les systèmes politiques, ceux d’hier, ceux d’aujourd’hui, ceux de demain. […] Malgré ses liens avec les associations ouvrières, avec les syndicats de travailleurs, l’anarchisme ne se confond pas avec le syndicalisme ; il ne se réduit pas au syndicalisme, ni au communisme, au collectivisme, au coopérativisme ; il continuera à être anarchisme sans adjectif… » - Diego Abad de Santillán[19].

### Notices
- Michel Sahuc, Quelle économie anarchiste ?, Centre international de recherches sur l’anarchisme (Marseille), 12 janvier 2013, lire en ligne.
- (en) Iain Mckay, What is « anarchism without adjectives » ?, in An Anarchist FAQ, AK Press, 2008,  (ISBN 1-902593-90-1), (OCLC 182529204), lire en ligne.